# حارس الشمس (رواية)
حارس الشمس هي روايةٌ من تأليف الكاتبة والروائيّة إيمان اليوسف. نُشرت هذه الرواية عام 2015 بواسطة دار النشر قنديل للطباعة والنشر والتوزيع في مدينة دبي، الإمارات العربية المتحدة. ترصدُ الرواية التي تُرجمت لعددٍ من اللغات قصةً فيها نوعٌ من التأمل والتساؤل حول الهوية والأحلام الشخصية، مع التركيز على رحلة البحث عن الذات والانتماء في إطار قصة حسين وشخصيات أخرى مرتبطة به.

## القصّة
تتناولُ الرواية قصة حياة حسين منصور، حارس جامع النبي يونس، الذي يحلمُ بامتلاك قطعة أرض يزرع فيها زهور عباد الشمس. يتقاطع مصير حسين مع مليكة، العروس الجزائرية القادمة من فرنسا، وزوجها وأم جواد الأرملة التي تُهاجر من البصرة. تتشابك تفاصيل الرواية لتطرح سلسلة من الإسقاطات والأسئلة حول الوطن والانتماء، الأرض وأحلام الفرد وتحقيقها.

## النشر
صدرت الرواية باللّغة العربية في 199 صفحة بحيث طُبعت طبعتها الأولى عام 2015 وتُرجمت في وقتٍ لاحقٍ لعددٍ من اللّغات.

## الجوائز
حازت الرواية على جائزة الإمارات للرواية